# جسر باقر أباد
جسر باقر أباد (بالفارسية: پل باقرآباد) هو جسر تاريخي يعود إلى عصر القاجاريون، ويقع في مقاطعة قرتشك.